# Stian Aarstad
 (mars 2018).
Si vous disposez d'ouvrages ou d'articles de référence ou si vous connaissez des sites web de qualité traitant du thème abordé ici, merci de compléter l'article en donnant les références utiles à sa vérifiabilité et en les liant à la section « Notes et références ».
Stian Aarstad, né en 1976, est un musicien et claviériste norvégien. 
Il est surtout connu pour avoir été claviériste dans le groupe de black metal Dimmu Borgir de 1993 à 1997, c'est-à-dire durant les premières années. Il est parti du groupe car il a plagié une partie de la bande-son du jeu vidéo Agony, dans le titre Sorgenskammer de l'album Stormblåst, ainsi qu'à cause de son obligation de retourner dans l'armée norvégienne. Il fut remplacé par Mustis en 1999, pour l'album Spiritual Black Dimensions, 4e album studio de Dimmu Borgir.